# Estación Stockel/Stokkel

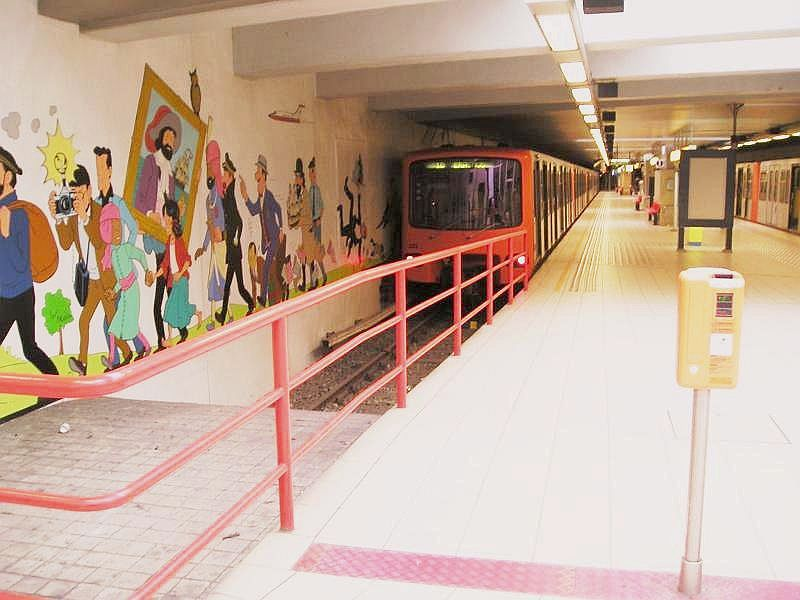

La estación Stockel/Stokkel es la estación terminal oriental de la línea 1 del sistema de metro de Bruselas, antiguamente conocida como 1B. La estación fue inaugurada el 31 de agosto de 1988 y se localiza en la municipalidad belga de Woluwe-Saint-Pierre / Sint-Pieters-Woluwe.

## Decoración interior
Los dos muros que recorren el lateral de las vías están decorados con sendos frescos que representan a los personajes de Las aventuras de Tintín. Cada uno de estos frescos tiene una longitud de 135 metros.